# Vianden (cantão)
Vianden é um dos cantões de Luxemburgo. Este cantão está dividido em três comunas:
- Fouhren
- Putscheid
- Vianden

A sede do cantão é Vianden. A superfície é de 54 km² e a população em 2012 era de 4.510 habitantes.